# Владимир Арабаджиев
Владимир Вълчев Арабаджиев е български автомобилен състезател.

## Биография
Роден е на 16 март 1984 г. в Пловдив. Състезател във Формула Мастър за отбора на „Джей Ди Моторспорт“. Син на бизнесмена Ветко Арабаджиев.
Започва кариерата си в състезанията по картинг в клас 125 cm3.
През 2005 става шампион на България с шаси Бирел и двигател TM. През 2007 се състезава в италианския шампионат EuroSeries F3000 в шаси на Ауто Спорт Рейсинг.
През октомври 2007 става шампион на Източна Европа по картинг. На 31 октомври 2007 прави тест серии в ГП2.
От сезон 2008 се състезава във Формула Мастър, в екипа на „Джей Ди Моторспорт“, където през юни 2008 спечели първата си победа на пистата Валелунга в Италия..

## GP2 Азия
През месец октомври 2009 година, Владимир Арабаджиев подписва договор с отбора „Пикет Гран При“, според който той ще участва в сериите „GP2 Азия“.